# Stazione meteorologica di Bussi Officine
La stazione meteorologica di Bussi Officine è la stazione meteorologica di riferimento per l'omonima località del territorio comunale di Bussi sul Tirino.

## Coordinate geografiche
La stazione meteorologica si trova nell'area climatica dell'Italia centrale, in cui è compreso l'intero territorio regionale dell'Abruzzo, in provincia di Pescara, nel comune di Bussi sul Tirino, in località Bussi Officine, a 242 metri s.l.m. e alle coordinate geografiche 42°12′N 13°51′E.

## Dati climatologici
In base alla media trentennale di riferimento 1961-1990, la temperatura media del mese più freddo, gennaio, si attesta a +4,4 °C; quella del mese più caldo, luglio, è di +24,8 °C .
| BUSSI OFFICINE     | Mesi | Mesi | Mesi | Mesi | Mesi | Mesi | Mesi | Mesi | Mesi | Mesi | Mesi | Mesi | Stagioni | Stagioni | Stagioni | Stagioni | Anno |
| BUSSI OFFICINE     | Gen  | Feb  | Mar  | Apr  | Mag  | Giu  | Lug  | Ago  | Set  | Ott  | Nov  | Dic  | Inv      | Pri      | Est      | Aut      | Anno |
| ------------------ | ---- | ---- | ---- | ---- | ---- | ---- | ---- | ---- | ---- | ---- | ---- | ---- | -------- | -------- | -------- | -------- | ---- |
| T. max. media (°C) | 7,9  | 10,1 | 14,4 | 19,0 | 23,3 | 29,1 | 32,3 | 31,3 | 26,4 | 20,2 | 14,3 | 8,3  | 8,8      | 18,9     | 30,9     | 20,3     | 19,7 |
| T. min. media (°C) | 0,9  | 1,0  | 4,3  | 7,3  | 10,3 | 14,9 | 17,2 | 16,6 | 14,1 | 10,5 | 6,4  | 1,6  | 1,2      | 7,3      | 16,2     | 10,3     | 8,8  |